# 조동화 (1922년)
조동화(趙東華, 1922년 7월 12일 ~ 2014년 4월 24일)는 대한민국의 무용평론가이다. 함경북도 회령 출신이다.

## 이력
서울대학교 약학대학을 학사 학위하였다. 1950년대에 김경옥(金京鈺)과 함께 무용평론을 시도하여 오늘에 이른 무용계의 발전을 뒷받침한 공로자다. 1960년 이후 서울특별시 문화위원, 국립극장 운영위원, 경기대학·건국대학 등의 교수를 역임하였다.
1962년 서울특별시 한국출판문화상을 수상하였으며, 《꽃과 사랑》, 《세계의 꽃과 전설》 등의 저서가 있다.